# Atenea Negra
Atenea negra (título original en inglés, Black Athena: The Afroasiatic Roots of Classical Civilization) es una obra en  tres volúmenes publicada por vez primera en 1987, 1991 y 2006, respectivamente, escrita por el historiador inglés Martin Bernal. Trata de la Antigua Grecia bajo una nueva luz. Ha causado una de las mayores polémicas en el ámbito de los estudios sobre Historia Antigua, pese a que muchos eruditos concuerdan en que, en el mejor de los casos, mucho de la evidencia que Bernal aporta es "deficiente."  Las tesis que sostiene Bernal se pueden resumir así:
- En los orígenes de la civilización helénica (y por tanto, de la occidental), hubo contribuciones decisivas por parte de las civilizaciones egipcia y fenicia. Estas contribuciones aparecen reflejadas fundamentalmente en los relatos y mitos de los antiguos griegos acerca de sus propios orígenes. Bernal afirma también, y lo desarrolla en un volumen posterior, que existen pruebas arqueológicas y lingüísticas que apuntan en esta dirección.
- En la Antigüedad la creencia de que los griegos tomaron muchos de sus conocimientos de los egipcios y fenicios estaba generalizada. Esta visión es lo que Bernal denomina el modelo antiguo.
- El modelo antiguo fue ampliamente aceptado por los eruditos hasta finales del siglo XVIII y principios del siglo XIX, en que fue objeto de múltiples ataques por parte de los académicos, y se vio sustituido por otro modelo, que Bernal denomina el modelo ario, que postula un origen exclusivamente indoeuropeo de la civilización griega. Esta sustitución se produjo en coincidencia con diversas teorías historiográficas racistas que surgieron en aquella época y que llegaron a su apogeo en las primeras décadas del siglo XX. Bernal distingue entre el modelo ario radical, que niega toda contribución de las civilizaciones antedichas, y el modelo ario moderado, que admite ciertas contribuciones menores por parte de los fenicios, aunque no acepta las egipcias.
- Se propone el modelo antiguo revisado, un marco para el estudio de la historia de la antigua Grecia en el que se acepta una sustancial influencia afroasiática en los orígenes de la civilización griega, incluso con posibles colonizaciones.

Estas tesis han provocado una considerable controversia en el mundo académico, especialmente en Estados Unidos debido a los debates sobre multiculturalidad en dicho país. Las tesis del autor han sido apoyadas por los defensores del afrocentrismo, pero la mayoría de historiadores y académicos no aceptan las tesis de Bernal achacándole deficiencias metodológicas y diversas inexactitudes, aunque algunos han aceptado que la influencia asiática sobre la Grecia arcaica puede haber sido mayor de lo supuesto.